# Der Barcelona-Krimi
Der Barcelona-Krimi ist eine deutsche Kriminalfilmreihe, die ab November 2017 in unregelmäßigen Abständen im Rahmen des „DonnerstagsKrimis im Ersten“ ausgestrahlt wurde. Die Handlungen der einzelnen Episoden spielen in Barcelona. Die Hauptrollen sind mit Clemens Schick als Kommissar Xavi Bonet und Anne Schäfer als Kommissarin Fina Valent besetzt. Im Juni 2025 wurde die Einstellung der Reihe mit der 10. Folge bekannt.

## Episodenliste
| Nr. | Originaltitel      | Erstausstrahlung | Regie                     | Drehbuch                                                       | Zuschauer             |
| --- | ------------------ | ---------------- | ------------------------- | -------------------------------------------------------------- | --------------------- |
| 1   | Über Wasser halten | 2. Nov. 2017     | Jochen Alexander Freydank | Kai Hafemeister, Stefanie Kremser, Klaus Wolfertstetter        | 5,07 Mio. (18,2 % MA) |
| 2   | Tod aus der Tiefe  | 9. Nov. 2017     | Jochen Alexander Freydank | Jochen Greve, Kai Hafemeister                                  | 4,39 Mio. (14,1 % MA) |
| 3   | Entführte Mädchen  | 21. Mai 2020     | Isabell Suba              | Peter Koller                                                   | 5,06 Mio. (18,8 % MA) |
| 4   | Blutiger Beton     | 28. Mai 2020     | Isabell Suba              | Timo Berndt                                                    | 5,13 Mio. (17,1 % MA) |
| 5   | Der längste Tag    | 5. Mai 2022      | Carolina Hellsgård        | Katharina Eyssen, Remy Eyssen                                  | 4,88 Mio. (17,8 % MA) |
| 6   | Der Riss in allem  | 12. Mai 2022     | Carolina Hellsgård        | Katharina Eyssen, Remy Eyssen                                  | 5,25 Mio. (20,2 % MA) |
| 7   | Totgeschwiegen     | 30. Nov. 2023    | Andreas Herzog            | Catrin Lüth, Florian Hanig                                     | 4,68 Mio. (18,1 % MA) |
| 8   | Absturz            | 7. Dez. 2023     | Andreas Herzog            | Catrin Lüth, Florian Hanig                                     | 5,19 Mio. (20,7 % MA) |
| 9   | Wächter der Stadt  | 10. Apr. 2025    | Andreas Kleinert          | Paul Salisbury                                                 | 4,57 Mio. (19,3 % MA) |
| 10  | Brennendes Land    | 17. Apr. 2025    | Andreas Kleinert          | Léonie-Claire Breinersdorfer, Paul Salisbury, Andreas Kleinert | 4,53 Mio. (19,6 % MA) |